# Sade (gruppo musicale)
Sade ([ʃɑːˈdeɪ]) è un gruppo musicale jazz-pop britannico, che prende il nome dalla propria leader Sade Adu. La loro musica fonde elementi di R&B, soul music, jazz e soft rock.
L'album di debutto, Diamond Life, fu pubblicato nel 1984 e raggiunse la seconda posizione nella Official Albums Chart britannica, con oltre 1,2 milioni di copie vendute nel solo Regno Unito. L'album si aggiudicò anche il BRIT Award per il miglior album britannico del 1985. L'album fu un successo internazionale, raggiungendo la prima posizione in diversi Paesi e la top ten negli Stati Uniti, dove vendette oltre 4 milioni di copie. A fine 1985 i Sade pubblicarono il loro secondo album, Promise, che arrivò al numero 1 sia nel Regno Unito che negli Stati Uniti. L'album fu certificato nel Regno Unito con il doppio disco di platino dalla BPI e negli USA con il quadruplo disco di platino dalla RIAA. Nel 1986 il gruppo vinse il Grammy Award al miglior artista esordiente. Nel 2002 Sade ha vinto un Grammy con l'album Lovers Rock nella categoria "Best Pop Vocal Album; for solo artists, duos or groups" .
Il sesto album registrato in studio, Soldier of Love, fu pubblicato l'8 febbraio 2010 a raggiunse il n. 4 in Inghilterra ed il n. 1 negli Stati Uniti. Nel 2011 il gruppo ha vinto il quarto Grammy Award per la "miglior esibizione R&B".
Secondo la RIAA Sade ha venduto 23,5 milioni di copie negli USA ed oltre 50 milioni di copie in tutto il mondo. L'emittente televisiva VH1 li ha messi al 50º posto nell'elenco dei cento migliori artisti di tutti i tempi.

## Storia

### Anni Ottanta
Il gruppo fu fondato a Londra nel 1982 da alcuni membri di un gruppo latin soul, i Pride: Sade Adu, Stuart Matthewman e Paul Spencer Denman, insieme a Paul Anthony Cook, crearono un progetto parallelo e cominciarono a scrivere materiale proprio. Il gruppo fu chiamato Sade dal nome della loro cantante, Sade Adu, ed esordì nel dicembre 1982 al Ronnie Scott's Club di Londra, come gruppo spalla dei Pride. Nel maggio 1983 il gruppo fece la prima esibizione live negli Stati Uniti al Danceteria Club di New York City. Andrew Hale entrò nel gruppo nel 1983, mentre nel 1984 ne uscì Paul Cook. Gli Sade ricevettero molte più attenzioni dai media e dalle etichette discografiche di quanto non facessero i Pride ed alla fine se ne distaccarono totalmente. Il 18 ottobre 1983 i Sade firmarono un contratto con la Portrait Records (che nel 1986 fu poi assorbita dall'etichetta sorella, la Epic Records).
Nel febbraio 1984 i Sade fecero uscire il loro primo singolo, Your Love Is King, che entrò nella top ten. Un secondo singolo, When Am I Going to Make a Living, fece invece fatica ad entrare tra le prime 40: ma l'album di esordio del gruppo, Diamond Life, pubblicato nel luglio 1984, raggiunse la seconda posizione nella Brit Chart, restando per oltre sei mesi nella top ten britannica, ricevendo alla fine il quadruplo disco di platino dalla BPI. Diamond Life vinse anche il BRIT Award per il miglior album britannico del 1985. Il gruppo affrontò il suo primo grande tour inglese, con l'aggiunta di Dave Early alla batteria, Martin Ditcham alle percussioni, Terry Bailey alla tromba e Gordon Matthewman al trombone. Dall'album fu tratto un terzo singolo, Smooth Operator, accompagnato da un video diretto da Julien Temple. Il singolo fu il loro primo successo americano nella primavera del 1985, spingendo l'album nella top ten americana. Sempre nel 1985 il gruppo ricevette due nomination agli MTV Video Music Awards, nelle categorie "Miglior Video Femminile" e "Miglior artista emergente". Il 13 luglio 1985 i Sade si esibirono allo Stadio di Wembley di Londra in occasione del Live Aid. Sade Adu divenne la prima artista di dirette origini africane ad essersi mai esibita davanti ad un pubblico di 75.000 persone, oltre ad un'audience televisiva stimata attorno a 1,4 miliardi di persone in 170 paesi.
A fine 1985 i Sade pubblicarono il loro secondo album, Promise, che raggiunse il numero uno sia nel Regno Unito che negli Stati Uniti. Ricevette il doppio disco di platino dalla BPI nel Regno Unito ed il quadruplo disco di platino dalla RIAA negli USA. Nel 1986 Adu ricevette una nomination agli American Music Award come "Miglior artista soul/R&B femminile", mentre la band vinse un Grammy Award al miglior artista esordiente. Il 28 giugno 1986, dopo il tour, il gruppo si esibì all'Artists United Against Apartheid al Freedom Festival di Clapham Common, a Londra. Nel 1987 il gruppo ricevette la nomination per un Grammy Award per la "miglior performance vocale R&B di un duo o di un gruppo" per l'album Promise.
Il terzo album, Stronger Than Pride, fu pubblicato nel maggio 1988: raggiunse la terza posizione nel Regno Unito e fu certificato con un disco di platino dalla BPI. L'album fu preceduto dal singolo "Paradise", che entrò nella Top 30 britannica e nella Top 20 americana. Il gruppo affrontò nuovamente un tour mondiale con l'aggiunta di Blair Cunningham alla batteria, Martin Ditcham alle percussioni, Leroy Osbourne alla voce, Gordon Hunte alla chitarra, James McMillan alla tromba e Jake Jacas al trombone e voce. Nel 1989 Sade Adu ricevette una nomination agli American Music Award come "Miglior artista soul/R&B femminile".

### Anni Novanta
Il quarto album, Love Deluxe, uscì nel novembre 1992. L'album raggiunse la terza posizione negli Stati Uniti ricevendo il quadruplo disco di platino, e raggiunse la decima posizione nel Regno Unito ricevendo il disco d'oro dalla BPI.
Nel 1993 il gruppo registrò una cover di Percy Mayfield, Please Send Me Someone to Love, per il film Philadelphia, prima di lanciare il tour mondiale Love Deluxe. Alla gruppo si aggiunsero Leroy Osbourne alla voce, Gordon Hunte alla chitarra, Trevor Murrell alla batteria, Karl Vanden Bossche alle percussioni e Rick Braun alla tromba.
Nel 1994 No Ordinary Love vinse il Grammy per la miglior esibizione R&B: il brano faceva parte anche della colonna sonora di Proposta indecente (1993). In novembre il gruppo pubblicò la prima raccolta di successi, The Best of Sade. L'album entrò nella Top Ten sia nel Regno Unito che negli USA e fu certificato rispettivamente con il disco di platino ed il quadruplo disco di platino. Nel 1996 Hale, Denman e Matthewman avviarono un proprio progetto collaterale, gli Sweetback e pubblicarono l'omonimo album.

### Anni Duemila
Nell'ottobre 2000 Sade Adu interruppe una lunga pausa per esibirsi ai prestigiosi MOBO Awards, la sua prima performance live in molti anni. Il mese successivo il gruppo pubblicò il suo quinto album studio, Lovers Rock, primo album in otto anni di silenzio. L'album raggiunse la posizione 18 nel Regno Unito (il loro unico album studio a non entrare nella Top Ten) ma fu comunque certificato disco d'oro dalla BPI. L'album andò molto meglio negli USA, dove raggiunse la posizione numero 3. Vinse anche il Grammy Award per il "miglior album pop vocale" nel 2002. La band andò in tour per gli Stati Uniti per tutto il 2001: dal tour nacque un album live, Lovers Live, pubblicato nel Regno Unito e negli Stati Uniti d'America nel febbraio 2002. Nel 2005 la band contribuì con il brano "Mum" al DVD Voices for Darfur.

### Anni Duemiladieci
Il sesto album studio, Soldier of Love, fu pubblicato l'8 febbraio 2010, e fu il primo album di inediti in 10 anni. Dopo l'uscita del singolo "Soldier of Love" l'8 dicembre 2009, il brano debutta alla posizione n. 11 della "Urban Hot AC chart", il miglior debutto del decennio ed il terzo assoluto nella storia della Urban Hot AC chart. "Soldier of Love" debuttò invece al numero 5 della "Smooth Jazz airplay chart", e divenne poi il primo brano vocale in assoluto a raggiungere la prima posizione di questa classifica.
L'album raggiunse la posizione n. 4 in UK. Negli Stati Uniti d'America vendette 502 000 copie nella sua prima settimana ed arrivò al vertice della classifica Billboard 200. L'album rimase al n. 1 negli USA per tre settimane. Nell'aprile 2010 il gruppo fece poi uscire un secondo singolo tratto dall'album, "Babyfather", cui in maggio seguì un video. Il 13 aprile 2010 il gruppo eseguì "Babyfather" e "The Sweetest Taboo" nello spettacolo televisivo americano Dancing With The Stars. Nel settembre 2010 la band annunciò le prime date di un tour mondiale, Sade Live, che sarebbe cominciato nell'aprile 2011.
Nel 2011 i Sade ricevettero il loro quarto Grammy Award (miglior performance R&B) per il brano Soldier of Love, e pubblicarono un secondo album di greatest hits, The Ultimate Collection che entrò nella Top Ten britannica. Un nuovo video per il brano Love Is Found uscì nel luglio 2011.

## Formazione
- Helen Folasade Adu – voce (1982-presente)
- Paul Spencer Denman – basso (1982-presente)
- Andrew Hale – tastiere (1982-presente)
- Stuart Matthewman – chitarra, sassofono (1982-presente)

### Ex membri
- Paul Anthony Cooke – batteria (1982–1984)
- Dave Early † – batteria (1984-1985, deceduto nel 1996)

## Discografia
- 1984 – Diamond Life
- 1985 – Promise
- 1988 – Stronger Than Pride
- 1992 – Love Deluxe
- 2000 – Lovers Rock
- 2010 – Soldier of Love

## Tournée
- 1984 – 1984 Tour
- 1986 – Promise Tour
- 1988 – Stronger Than Pride Tour
- 1993 – Love Deluxe World Tour
- 2001 – Lovers Rock Tour
- 2011 – Sade Live